# 조화급수
조화급수(harmonic series) 란 각 항의 역수가 등차수열을 이루는 급수로, 다음의 발산하는 무한급수를 가리킨다.
{\displaystyle \sum _{k=1}^{\infty }{\frac {1}{k}}={\frac {1}{1}}+{\frac {1}{2}}+{\frac {1}{3}}+{\frac {1}{4}}+\cdots .\!}
조화급수라는 명칭은 배음 또는 음악의 화성학에서 유래되었다. 악기의 진동하는 현의 배음의 파장은 현의 기본 파장의 1/2, 1/3, 1/4, ...에 해당하는 값이다. 첫 번째 값 이후에 나오는 모든 값들은 이웃 값의 조화 평균이다. 조화 평균이라는 명칭 또한 음악에서 유래하였다.

## 역사
조화급수가 발산한다는 사실은 14세기 니콜 오렘에 의해 처음 증명되었으나, 이 발견은 세상에서 잊혀졌다. 그 후 17세기 피에트로 멩골리(Pietro Mengoli), 요한 베르누이, 야코프 베르누이에 의해 다시 증명되었다.
역사적으로 조화급수는 건축가들에게 특히 인기 있었다. 이러한 경향은 바로크 시대에 특히 강해서, 건축가들은 교회와 궁전을 건축할 때 평면도 및 입면도상의 비례와 건물 내·외부간의 건축 디테일의 조화를 위해 조화급수를 사용하였다.

## 발산성
수열 각각의 항은 점차 0 에 가까워지고 있음에도 불구하고, 총합은 무한대로 발산한다. 발산하는 속도는 매우 느려서 {\displaystyle \ln n}에 가깝다(그래서, 조화수열과 자연로그의 오차의 극한을 나타내는 상수로 오일러-마스케로니 상수가 있다). 조화급수는 최초 {\displaystyle 10^{43}}개의 항을 더해도 100을 넘지 않는다. 따라서 이 급수는 수열의 항의 극한값이 0임에도 급수의 값은 수렴하지 않는 예로 자주 등장한다.

### 비교판정법
니콜 오렘의 가장 유명한 발산 증명으로 {\displaystyle 2^{n}}개씩 항을 묶어 비교하여 작은 쪽 값의 수열의 합이 발산함을 보여서 큰 값의 수열도 발산함을 증명하는 다음과 같은 기법이다.
{\displaystyle {\begin{aligned}\sum _{k=1}^{\infty }{\frac {1}{k}}&{}=1+\left[{\frac {1}{2}}\right]+\left[{\frac {1}{3}}+{\frac {1}{4}}\right]+\left[{\frac {1}{5}}+{\frac {1}{6}}+{\frac {1}{7}}+{\frac {1}{8}}\right]+\left[{\frac {1}{9}}+\cdots \right]+\cdots \\&{}>1+\left[{\frac {1}{2}}\right]+\left[{\frac {1}{4}}+{\frac {1}{4}}\right]+\left[{\frac {1}{8}}+{\frac {1}{8}}+{\frac {1}{8}}+{\frac {1}{8}}\right]+\left[{\frac {1}{16}}+\cdots \right]+\cdots \\&{}=1+\ {\frac {1}{2}}\ \ \ +\quad {\frac {1}{2}}\ \quad +\ \qquad \quad {\frac {1}{2}}\qquad \ \quad \ +\quad \ \ {\frac {1}{2}}\ \quad +\ \cdots \end{aligned}}}
{\displaystyle \;\;\;\;\;\;\;\;=1+0.5+0.5+0.5+0.5+\cdots }
{\displaystyle \;\;\;\;\;\;=1+1+1+\cdots }
조화급수보다 작은 급수가 발산하므로, 조화급수도 발산하게 된다.

### 적분판정법

적분판정법으로도 간단하게 발산함을 증명할 수 있다.
조화급수는 우측 그림에서 색칠한 사각형들의 넓이를 모두 더한 것이 된다.
그런데 만약 곡선 {\displaystyle y=1/x}의 아래쪽 넓이가 무한대로 발산한다면, 조화급수도 발산하게 된다.
곡선 아래쪽의 넓이는 적분으로 다음과 같이 계산한다.
조화급수의 최초 {\displaystyle k} 항까지 더한 값({\displaystyle \textstyle \sum _{k=1}^{\infty }{\frac {1}{k}}})과 1부터 {\displaystyle k+1} 까지의 구간을 적분한 값({\displaystyle \int _{1}^{k+1}{\frac {1}{x}}\,dx\;})은 적분판정법에 의하여 동시에 발산하게 된다. 그런데
{\displaystyle \int _{1}^{\infty }{\frac {1}{x}}\,dx\;=\;\lim _{k\to \infty }\int _{1}^{k+1}{\frac {1}{x}}\,dx\;=\;\lim _{k\to \infty }\ln(k+1)=\infty }이다.
따라서 적분 판정법에 의해 조화급수도 동시에 발산하게 된다.

## 잘 알려진 성질
이 무한급수는 리만 제타 함수에 1을 대입했을 때 얻어지는 수열이다. 따라서 리만 제타 함수는 1에서 특이점을 가지게 된다.
부호를 번갈아가며 쓴 교대조화급수(alternating harmonic series)는 수렴한다. 그 수렴 값은 {\displaystyle \ln 2}이다. 하지만, 교대조화급수의 경우 원래의 조화급수가 발산하므로 절대 수렴하지 않는다. 따라서, 교대조화급수의 경우 항을 재배치하여 원하는 어떤 실수 값이든 만들어낼 수 있다.

## 같이 보기
- 리만 가설
- 조화 수열
- 조화수
- 리만 제타 함수